# شینه (سنندج)
{{جعبه اطلاعات روستای ایران
|نام‌رسمی=شینه (سنندج)
|روی‌نقشه= شینه کردستان م
|عرض‌جغرافیایی=
|طول‌جغرافیایی=
|تصویر= 
|اندازه‌تصویر= 
|برچسب‌تصویر= 
|استان=کردستان
|شهرستان=سنندج
|بخش= بخش مرکزی
|دهستان=نران
|نام‌محلی= شینه
|نام‌های‌دیگر= تازآباد و شریف آباد
|نام‌های‌قدیمی= شینه
|سال‌بنیاد= 
|جمعیت= 117 نفر
|رشدجمعیت=
|تراکم‌جمعیت=
|زبان= کرد
|مذهب= تسنن
|مساحت=
|ارتفاع= 
|میانگین‌دما=
|میانگین‌بارش‌سالانه=
|شمارروزهای‌یخبندان=
|کد آماری    =۲۰۴۴۱۹
|ره‌آورد=
|پیش‌شماره= 087
|وب‌گاه=
|جمله‌خوشامد= بەخێر بێن بانچاو
|پانویس= شینه دو روستا هست که با یک رود خانه جدا شده
جمعیت 117

## جمعیت
این روستا در دهستان نران قرار دارد و براساس سرشماری مرکز آمار ایران در سال ۱۳۸۵، جمعیت آن 117 نفر (34خانوار) بوده‌است.
== منابع == کشاورزی و دامداری
- «نتایج سرشماری عمومی نفوس و مسکن ۱۳۸۵». درگاه ملی آمار ایران. بایگانی‌شده از اصلی در ۱ ژانویه ۲۰۱۳. دریافت‌شده در ۱ ژانویه ۲۰۱۳.